# Chloroscombrus
Chloroscombrus – rodzaj ryb z rodziny ostrobokowatych.

## Klasyfikacja
Gatunki zaliczane do tego rodzaju:
- Chloroscombrus chrysurus
- Chloroscombrus orqueta